# Бедрена кост
Бедрена кост (на латински: femur, os femoris, нарича се често фемур) е най-дългата и най-силна тръбеста кост в скелета на животните. Тя е част от скелета на долния (задния) крайник свързваща таза с подбедрените кости. Тя е най-силната от дългите кости и изпълнява ролята на лост при изтласкване тялото напред.

## Описание
Бедрената кост е съставена от тяло, проксимален (горен) и дистален (долен) край. На проксималния край се намира главата (caput ossis femoris), отделена от костта с шийка (colum ossis femoris). Тя влиза в ставната трапчинка на таза, като участва в образуването на хълбочната става. На срещуположната страна се намират груби възвишения, наречени въртели (trochanter). Обикновено са три на брой, но при някои видове един от тях може да липсва. Дисталната част на костта е задебелена и образува два кондила (condylus medialis et lateralis), разделени с трапчинка (fossa intercondylaris). Те влизат в образуването на колянната става.

## Видови особености
- При говедо – главата на бедрената кост е силно изпъкнала медиално и е отделена с ясна шийка, с изключение проксимално.[1] Третият въртел липсва, а малкият е слабо развит.
- При свиня – бедрената кост е сравнително къса, груба и дебела. Третият въртел липсва, а малкият е грапаво надебеление. Тялото на костта е цилиндрично.
- При кон – главата е отделена с неясна шийка. Третият въртел е ясно развит. Медиалният кондил е много по-добре развит от латералния.
- При куче - бедрената кост е дълга, цилиндрична и леко изпъкнала напред. Главата е отделена с тънка и дълга шийка. В задната част на кондилите съществуват две допълнителни ставни повърхности за свързване със сезамовидни костици.
- При птици – бедрената кост е дълга, цилиндрична и добре развита. Главата е добре оформена и отделена с ясна шийка. Тялото е леко извито и насочено слабо напред.[3] Проксималният край на костта може да се палпира и използва за вземане на костен мозък.[4] При патица и гъска бедрената кост е по-къса, права, въртелът не изпъква над главата, а шийката е широка и по-слабо очертана.[4]